# إيرمو (كارولاينا الجنوبية)
إيرمو (بالإنجليزية: Irmo, South Carolina)‏ هي منطقة سكنية تقع في الولايات المتحدة في كارولاينا الجنوبية. يقدر عدد سكانها بـ 11,097 نسمة ومساحتها 16.2 كم2 وترتفع عن سطح البحر 108 متر.

## التركيبة السكانية
حدّد مكتب تعداد الولايات المتحدة بيانات التركيبة السكانية لإيرمو في تعداد الولايات المتحدة. في ما يلي، التركيبة السكانية حسب تعدادي 2000 و2010.

### تعداد عام 2000
بلغ عدد سكان إيرمو 11,039 نسمة بحسب تعداد عام 2000، وبلغ عدد الأسر 3,911 أسرة وعدد العائلات 3,164 عائلة مقيمة في البلدة. في حين سجلت الكثافة السكانية 622.3 نسمة لكل كيلومتر مربع (1,611.7/ميل2). وبلغ عدد الوحدات السكنية 4,066 وحدة بمتوسط كثافة قدره 229.2 لكل كيلومتر مربع (593.6/ميل2).
وتوزع التركيب العرقي للبلدة بنسبة 76.76% من البيض و20.16% من الأمريكيين الأفارقة و0.25% من الأمريكيين الأصليين و1.43% من الأمريكيين ذوي الأصول الآسيوية و0.08% من سكان جزر المحيط الهادئ و0.44% من الأعراق الأخرى و0.88% من عرقين مختلطين أو أكثر و1.42% من الهسبانيون أو اللاتينيون من أي عرق.
بلغ عدد الأسر 3,911 أسرة كانت نسبة 49.3% منها لديها أطفال تحت سن الثامنة عشر تعيش معهم، وبلغت نسبة الأزواج القاطنين مع بعضهم البعض 65.9% من أصل المجموع الكلي للأسر، ونسبة 12% من الأسر كان لديها معيلات من الإناث دون وجود شريك،  بينما كانت نسبة 3% من الأسر لديها معيلون من الذكور دون وجود شريكة وكانت نسبة 19.1% من غير العائلات. تألفت نسبة 15.4% من أصل جميع الأسر من عدة أفراد يعيشون في نفس المنزل ونسبة 2.6% كانت تتألف من شخص يعيش بمفرده يبلغ من العمر 65 عاماً أو أكثر. وبلغ متوسط حجم الأسرة المعيشية 2.81، أما متوسط حجم العائلات فبلغ 3.15.
بلغ العمر الوسطي للسكان 34.2 عاماً. وكانت نسبة 30.7% من القاطنين تحت سن الثامنة عشر، وكانت نسبة 6.6% بين الثامنة عشر والرابعة والعشرين عاماً، ونسبة 34.6% كانت واقعةً في الفئة العمرية ما بين الخامسة والعشرين والرابعة والأربعين عاماً، ونسبة 23.3% كانت ما بين الخامسة والأربعين والرابعة والستين، ونسبة 4.5% كانت ضمن فئة الخامسة والستين عاماً فما فوق. يوجد لكل 100 أنثى 93.6 ذكر، ويوجد لكل 100 أنثى في الثامنة عشر من عمرها فما فوق 88.6 ذكر.
بلغ متوسط دخل الأسرة في البلدة 55,847 دولارًا، أما متوسط دخل العائلة فبلغ 62,005 دولارًا. وكان متوسط دخل الذكور 41,054 دولارًا مقابل 30,171 دولارًا للإناث. وسجل دخل الفرد الخاص بالبلدة 22,312 دولارًا. وكانت نسبة 3.3% من العائلات ونسبة 4.3% من السكان تحت خط الفقر، وكان من هؤلاء نسبة 4.6% تحت سن الثامنة عشر ونسبة 11.6% في الخامسة والستين من العمر وما فوق.

### تعداد عام 2010
بلغ عدد سكان إيرمو 11,097 نسمة بحسب تعداد عام 2010، وبلغ عدد الأسر 4,326 أسرة وعدد العائلات 3,086 عائلة مقيمة في البلدة. في حين سجلت الكثافة السكانية 625.5 نسمة لكل كيلومتر مربع (1,620.0/ميل2). وبلغ عدد الوحدات السكنية 4,595 وحدة بمتوسط كثافة قدره 259 لكل كيلومتر مربع (670.8/ميل2).
وتوزع التركيب العرقي للبلدة بنسبة 64.62% من البيض و29.88% من الأمريكيين الأفارقة و0.37% من الأمريكيين الأصليين و1.60% من الأمريكيين ذوي الأصول الآسيوية و1.04% من الأعراق الأخرى و2.49% من عرقين مختلطين أو أكثر و3.34% من الهسبانيون أو اللاتينيون من أي عرق.
بلغ عدد الأسر 4,326 أسرة كانت نسبة 36.7% منها لديها أطفال تحت سن الثامنة عشر تعيش معهم، وبلغت نسبة الأزواج القاطنين مع بعضهم البعض 51.6% من أصل المجموع الكلي للأسر، ونسبة 16.2% من الأسر كان لديها معيلات من الإناث دون وجود شريك،  بينما كانت نسبة 3.5% من الأسر لديها معيلون من الذكور دون وجود شريكة وكانت نسبة 28.7% من غير العائلات. تألفت نسبة 23.7% من أصل جميع الأسر من عدة أفراد يعيشون في نفس المنزل ونسبة 7.1% كانت تتألف من شخص يعيش بمفرده يبلغ من العمر 65 عاماً أو أكثر. وبلغ متوسط حجم الأسرة المعيشية 2.56، أما متوسط حجم العائلات فبلغ 3.03.
بلغ العمر الوسطي للسكان 36.6 عاماً. وكانت نسبة 25.2% من القاطنين تحت سن الثامنة عشر، وكانت نسبة 8.7% بين الثامنة عشر والرابعة والعشرين عاماً، ونسبة 27.6% كانت واقعةً في الفئة العمرية ما بين الخامسة والعشرين والرابعة والأربعين عاماً، ونسبة 28.3% كانت ما بين الخامسة والأربعين والرابعة والستين، ونسبة 10.2% كانت ضمن فئة الخامسة والستين عاماً فما فوق. وتوزع التركيب الجنسي للسكان بنسبة 47.3% ذكور و52.7% إناث.

## أعلام
- أندرو ليفين
- رودني بورغس